# 金點坤
金 點坤（キム・ジョムゴン、김점곤）は大韓民国の軍人、教授。軍人時代は白善燁の下で活躍した。太極武功勲章授与者。

## 人物
1923年、全羅南道光州楊林里に生まれる。本貫は金海金氏。光州師範学校付属国民学校卒業。光州師範学校尋常科入学。1年修了後、高卒資格試験に合格し、第一早稲田高等学院に留学。卒業後、早稲田大学文学部に進学。幹部候補生として中国に行き、北支那特別警備隊に配属。北京の同教育隊で1年半ほど特殊教育を受けた後、少尉任官となり、唐山市付近で小隊長を務めた。
終戦後に帰国。1946年2月、京城大学に入学するが、修学途中で警備士官学校第1期に入校。卒業後、任少尉（軍番10115番）。任官と同時に統衛部（国防部の前身）部長補佐官に登用され、軍内部の思想問題と軍と警察間の問題解決に努力した。
1947年2月、特命によって38度線警備隊長に任じられ、韓国軍として初めての38度線警備を担当した。
1948年7月、陸軍本部情報局作戦情報課長。当時、情報局長であった白善燁大佐と知り合い、麗水・順天事件に当たって、その片腕となり鎮圧に努めた。
1949年7月、白大佐が第5師団長に栄転すると、隷下の第20連隊（朴基丙中佐）副連隊長。
1950年6月10日、陸軍本部情報局次長。当時は参謀学校に在校しており、6月25日に朝鮮戦争が勃発すると急いで赴任した。しかし当時、第1師団長であった白善燁大佐が第12連隊長に金點坤を要請したので戦場に着任し、壊乱した連隊を再建しながら健闘した。後に8月の多富洞の戦いにおける遊鶴山の防御、9月の攻勢転移時における間隙突破、平壌進攻時の歩戦共同部隊指揮官として突進や東平壌1番乗り、粛川・順川の戦い、中国人民志願軍介入時の雲山の戦い、クリスマス攻勢時の泰川攻撃等で活躍した。
1951年4月の戦闘で負傷して、6か月間、釜山の陸軍病院に入院した。同年11月に白野戦戦闘司令部（白善燁少将）が創設されるとその参謀長に任じられ、智異山一帯の南部軍の掃討に貢献した。
1952年4月、第2軍団が再建され、白善燁中将が軍団長に就任すると同参謀副長、のちに同参謀長、任准将。同年、第9師団長。
1953年1月、人事局長。6月、第6師団長。
1954年3月、第1野戦軍（初代司令官、白善燁大将）が創設されると参謀副長に任じられる。同年6月、同参謀長。
1955年1月、任少将。
1956年3月、歩兵学校校長。
1957年7月、陸軍本部情報参謀副長。
1959年3月、連合参謀本部長。同年7月、憲兵副司令官。
1960年、連合参謀本部長。
1961年9月、軍事停戦委員会韓国軍代表。同年10月、国防部次官補。
1962年、陸軍本部人事参謀副長。
1962年3月に予備役編入後は東国大学校史学科・慶熙大学校大学院政治学科・成均館大学校史学科を卒業。慶熙大学校政経大学教授、及び金點坤安保・国際問題研究所所長。法学博士。施策評価教授。韓国国際政治学会副会長。
1995年、陸軍士官学校総同窓会会長。1997年、陸軍士官学校総同窓会名誉会長。1999年、陸軍士官学校総同窓会顧問。

## 勲章
- 太極武功勲章 - 1953年8月27日
- 乙支武功勲章 4個
- 忠武武功勲章 4個
- 花郎武功勲章 3個
- 国民勲章
- 保国勲章
- シルバースター - 1952年1月15日[4]
- ブロンズスターメダル - 1953年6月1日[5]
- レジオン・オブ・メリット - 1953年9月23日[6]

## 著作
- 『韓国動乱』光明出版社、1973年
- 『韓国戦争と労働党戦略』博英社、1973年